# Стојан Нешковић
Стојан (Илија) Нешковић (Статовац, 1. новембар 1880. - Сливица, 3. октобар 1916) био је српски официр. Носилац је Карађорђеве звезде са мачевима.

## Биографија
Рођен је 1. новембра 1880. године у Статовцу. Писмен и отресит, у Први балкански рат је отишао као резервни подофицир и због показане храборсти у блаканским ратовима унапређен је у чин резервног потпоручника. У Гвозденом пуку се борио од првих дана ратовања па све до погибије. Као командир вода истакао се у борбама које је Гвоздени пук водио на Текеришу и за показану храброст одликован је официрским орденом КЗ са мачевима 4.реда. До тада је већ био одликован Медаљом за храброст.
Издржио је сва искушења преласка преко Албаније и на Солунском фронту је командовао водом у 3.чети 3.батаљона Гвозденог пука. Када је у тешким борбама на Црној реци погинуо командир чете, као најстарији официр преузео је команду над четом и повео је на јуриш према селу Сливици где се налазила јака непријатељска утврђења. У том јуришу на челу својих бораца храбро је погинуо 3. октобра 1916. године у 36. години живота.